# Geneviève Latour
Pour les articles homonymes, voir Latour.
Geneviève Latour, née Sarrouilhe le 13 octobre 1923 dans le 14e arrondissement de Paris, où elle est morte le 10 février 2019, est une personnalité du théâtre français.

## Biographie
Secrétaire assistante de Pierre Dux au Théâtre de Paris (1948-1952), secrétaire de l’administrateur du Théâtre national populaire (1952), elle travaille ensuite avec Jean-Marie Serreau, Jacques Mauclair, Arthur Adamov, Eugène Ionesco, Maurice Jacquemont, Jean Deschamps, Christian Alers, Georges Vitaly.
Elle se marie avec le comédien Pierre Latour, l'Estragon de la création (1953) de En attendant Godot de Samuel Beckett et quitte Paris pour le rejoindre en Provence. En 1960, elle devient la secrétaire personnelle de Paul Ricard. Dès 1962, elle participe à l’organisation des manifestations de la Fondation culturelle Paul Ricard sur l’île de Bendor (Bandol), jusqu’en 1980.
Spécialiste reconnue de l'histoire de la création théâtrale en France au XXe siècle, elle revient à Paris au début des années 1980, et organise alors de nombreuses expositions sur l'histoire du théâtre. Ses expositions, réalisées avec le concours de l'Association de la Régie théâtrale, seront présentées notamment à la Bibliothèque historique de la Ville de Paris,, à la Bibliothèque des littératures policières ou encore dans le réseau de Paris-Bibliothèques. Elle réalise nombre de ses expositions avec Jean Dérens, conservateur général de la Bibliothèque historique de la ville de Paris, et collabore régulièrement avec Béatrice de Andia, déléguée générale de la Délégation à l'action artistique de la Ville de Paris. Enfin, elle est également l'auteur de plusieurs ouvrages sur l'histoire du théâtre.

## Publications
Ses publications, qui ont souvent accompagnées les expositions sur le théâtre de la Bibliothèque historique de la Ville de Paris, ont servi et servent encore aujourd'hui de source d'inspiration et de base de recherche pour les étudiants, journalistes et spécialistes du théâtre. N'ayant aucune formation universitaire, ses livres étaient dirigés et par sa passion du théâtre et par un travail de recherche quotidien.
- Petites Scènes... Grand Théâtre. Le théâtre de création de 1944 à 1960 (avec Florence Claval), Délégation à l'action artistique Paris, Société des auteurs et compositeurs dramatiques, et Bureau des bibliothèques et du livre Paris, 1986  (ISBN 9782905118714).
- Jean-Denis Malclès. Théâtres, Bibliothèque historique de la ville de Paris - Association de la Régie théâtrale, 1989  (ISBN 2906869163).
- Les théâtres de Paris (avec Florence Claval), Bibliothèque historique de la Ville de Paris, 1991  (ISBN 9782905118349).
- Théâtre, reflet de la IVe République: 1946-1958 sur les scènes parisiennes (avec Jean-Jacques Bricaire), Bibliothèque historique de la Ville de Paris, 1995  (ISBN 978-2906869677)
- Le cabaret-théâtre 1945-1965 : caves, bistrots, restaurants, jazz, poésie, sketchs, chansons..., Bibliothèque historique de la Ville de Paris, 1996  (ISBN 9782906869950).
- Les extravagants du théâtre : de la belle époque à la drôle de guerre, Bibliothèque historique de la Ville de Paris, 2000  (ISBN 9782843310522).
- Monsieur Hubert Deschamps, Ed. Jean-Michel Place, 2001  (ISBN 9782858936533)[5].
- Meurtres en scène. Anthologie des pièces policières jouées à Paris au XXe siècle (avec Jean-Jacques Bricaire), Ed. de l'Amandier, 2002  (ISBN 9782907649599), rééd. 2005.
- Jacques Noël. Décors et dessins de théâtre (avec Nancy Huston et Victor Haïm), Actes Sud, 2008  (ISBN 9782742772711).

## Distinctions
- Prix du Syndicat de la critique 1995 : Prix du meilleur livre sur le théâtre pour Théâtre, reflet de la IVe République